# Aksai Chin

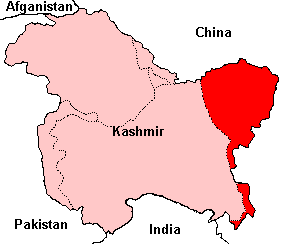
Locatie binnen Kasjmir

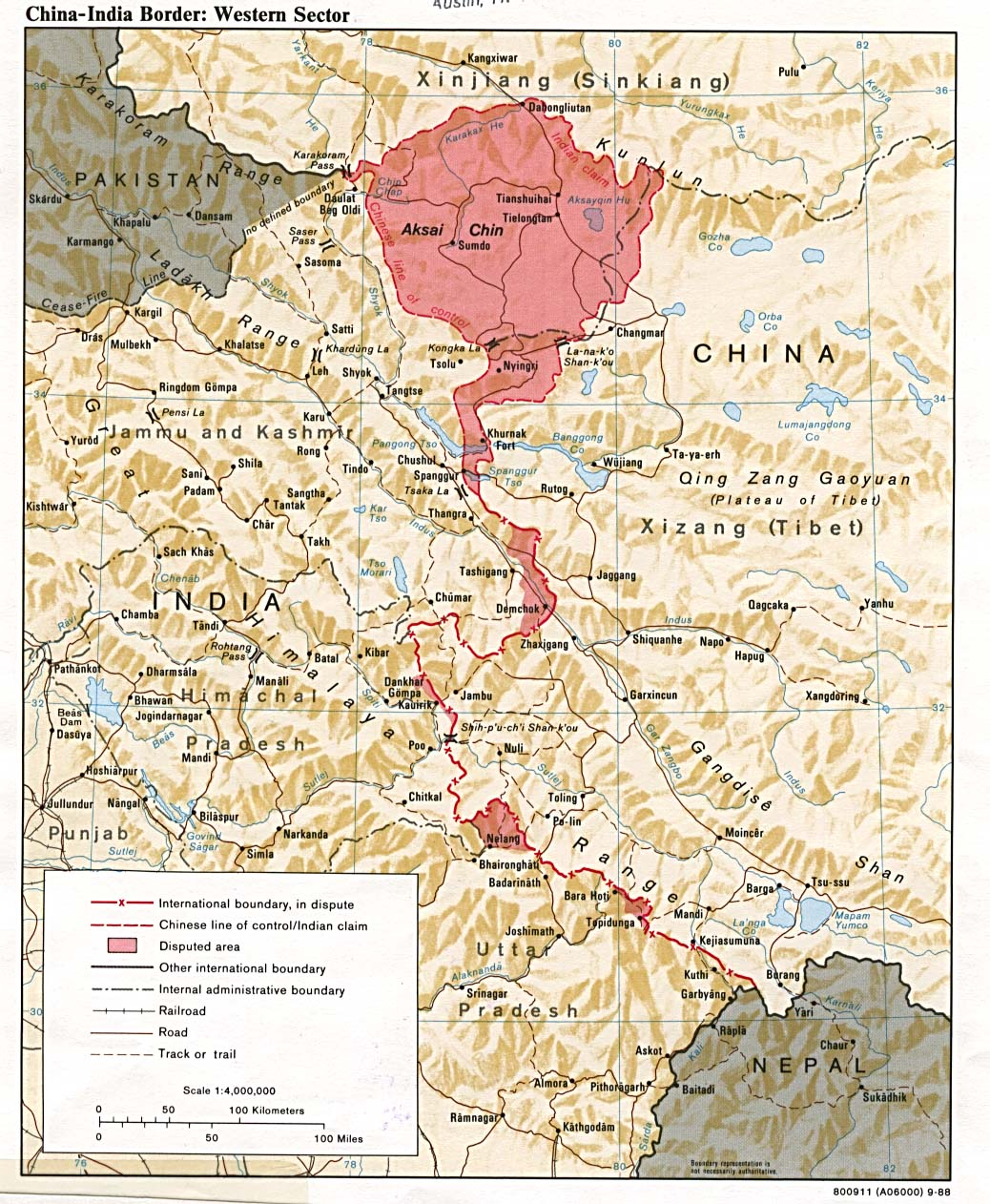
Detailkaart met de gebieden die tot Aksai Chin worden gerekend

Aksai Chin (Vereenvoudigd Chinees: 阿克赛钦; Traditioneel Chinees: 阿克賽欽 Hanyu pinyin: Ākèsàiqīn; Witte steenwoestijn) is een regio die in oktober 1962 tijdens de Chinees-Indiase Oorlog door China op India werd veroverd en nog steeds door China wordt bestuurd. De oppervlakte van de regio is 37.555 km² waarmee het 16,9% van Kasjmir beslaat. De bevolking is voor 99,5% boeddhistisch.

## Geografie
Het noordelijke en grootste gedeelte heet Aksai Chin en is zeer dunbevolkt met ongeveer 5000 tot 10.000 Tibetaanse en Khampa-nomaden. De belangrijkste plaats is Tianshuihai, de grootste van de 3 Chinese militaire basissen met 850 inwoners.
Het zuidelijke gebied heet Pangong Tso en bestaat uit twee delen: Een noordelijke strook van 100 km lang en 20 tot 30 km breed gescheiden door een kleine Tibetaanse corridor van een kleinere zuidelijke strook van 80 km lang en 30 km breed. In dit gebied wonen ongeveer 4500 nomaden. De nederzetting Dernqog is de enige plaats van betekenis.
Het gebied is zeer hoog gelegen. De gemiddelde hoogte bedraagt 4572 meter.

## Geschiedenis
De geschiedenis van regio begint in 842 als het koninkrijk Ladakh wordt gevestigd in Ladakh. Ongeveer in dezelfde tijd werd rond een Tibetaans klooster door monniken het prinsdom Aksai-Chin gevestigd. In de 10e eeuw werd Ladakh vanuit Aksai-Chin bekeerd tot het lamaïsme. In 1020 trokken Tibetaanse koningen Aksai-Chin en Ladakh binnen en stichtten er een groter rijk. In 1350 weet Aksai-Chin bij de verovering en opdeling van het gebied door de Mongolen weer een autonome status te krijgen en zich af te scheiden van Tibet en Ladakh. In het begin van de 15e eeuw viel dit rijk echter ook weer uiteen in prinsdommen en kwam Aksai-Chin bestuurlijk weer onder Tibet.
Rond 1470 werd het rijk weer herenigd en kwamen Aksai-Chin en het zuidelijkere Pangong Tso weer onder het bestuur van het Koninkrijk Ladakh. In de 16e eeuw werd de regio Kasjmir onderworpen aan het Mogolrijk en werd het Lamaïsme vervangen door de islam. Ladakh en Aksai-Chin sloten zich daarop wederom aan bij Tibet en bleven tot 1834 Tibetaans. In dat jaar trok de Dogra-generaal Zorawar Singh het gebied binnen en lijfde het in in het Dograrijk (naast West-Tibet en Baltistan). Na de oorlog tussen de Britten en het Sikhrijk in 1846 kwam het gebied onder Dogra-maharadja Gulab Singh. Deze had het gebied gekocht van de Sikhs door het Verdrag van Lahore (9 maart 1846) en autoriteit daarover verkregen van de Britten om zijn steun in de oorlog, door het Verdrag van Amritsar (16 maart 1846). Aksai Chin en Ladakh werden weer autonome prinsdommen.
Ladakh had echter minder autonomie dan Aksai Chin, dat tot de aansluiting van Kasjmir bij India in 1947 zijn onafhankelijkheid behield als prinsdom. In 1913 werd door de Britten ook in het Akkoord van Simla vastgelegd dat het gebied zijn autonome status zou blijven behouden.
Na de aansluiting bij India werd het weer een autonoom prinsdom. 

### Conflict
In 1956 werd het gebied echter door China ingenomen, ondanks protesten van de regerende vorst bij eerst de Chinese en later ook bij de Indiase regering. De hiernavolgende aanleg van de hoofdweg en oorlog tussen China en India leidde ertoe dat het gebied werd afgesloten van de buitenwereld. 
Door de regio loopt een voor China strategische nationale weg G219, een tweebaansweg die de regio Tibet verbindt met Xinjiang. Deze weg was al in oktober 1957 voltooid door Chinese arbeiders. India hoorde hiervan echter pas 2 jaar later doordat het gebied afgelegen en dunbevolkt is. De Chinese regering had het nieuws meer dan 5 jaar geheim weten te houden. De beide landen hebben na de Chinees-Indiase Oorlog een bestand gesloten waarin ze hebben beloofd elkaar niet aan te vallen over het gebied maar het geschil door overleg op te lossen. Het overleg hierover vordert echter maar langzaam.
Gedurende de jaren is de situatie wel verbeterd, maar de Chinese regering heeft nog steeds een troepenmacht in het gebied. De regio is een van de twee belangrijkste gebieden die tussen de beide landen worden betwist (het andere is Arunachal Pradesh) en een van de twee gebieden binnen Kasjmir die door China bestuurd worden (het andere is Shaksgam). China claimt ook de hiernaast gelegen regio Ladakh in Kasjmir, daar dit door de Tibetanen als onderdeel van het oude Tibetaans rijk wordt beschouwd en daarom door China als onderdeel van de autonome Tibetaanse regio.